# Isuzu Ascender
Isuzu Ascender — среднеразмерный SUV, выпускавшийся с 2002 по июнь 2008 года американской корпорацией General Motors.

## Описание
Ascender — единственный внедорожник на платформе GMT360, который не выпускался под брендом GM. От Ascender LWB отказались после 2006 модельного года.
Отзывы предупреждали о слабой дилерской сети для гарантийного ремонта, а Kelley Blue Book прогнозировал относительно низкую стоимость при перепродаже, аналогичную TrailBlazer. Тем не менее, японская компания Isuzu предложила семилетнюю гарантию на силовой агрегат/75000 миль, а также существенные заводские стимулы.
Производство Ascender было прекращено 6 июня 2008 года в рамках ухода Isuzu с рынка Соединённых Штатов.

## Двигатели
- 2003—2008 4200 4,2 л (256 кубических дюймов) LL8 I6
- 2003—2004 5300 5,3 л (323 кубического дюйма) LM4 V8
- 2005—2007 5300 5,3 л (323 кубического дюйма) LH6 V8 с рабочим объёмом по требованию

## Галерея

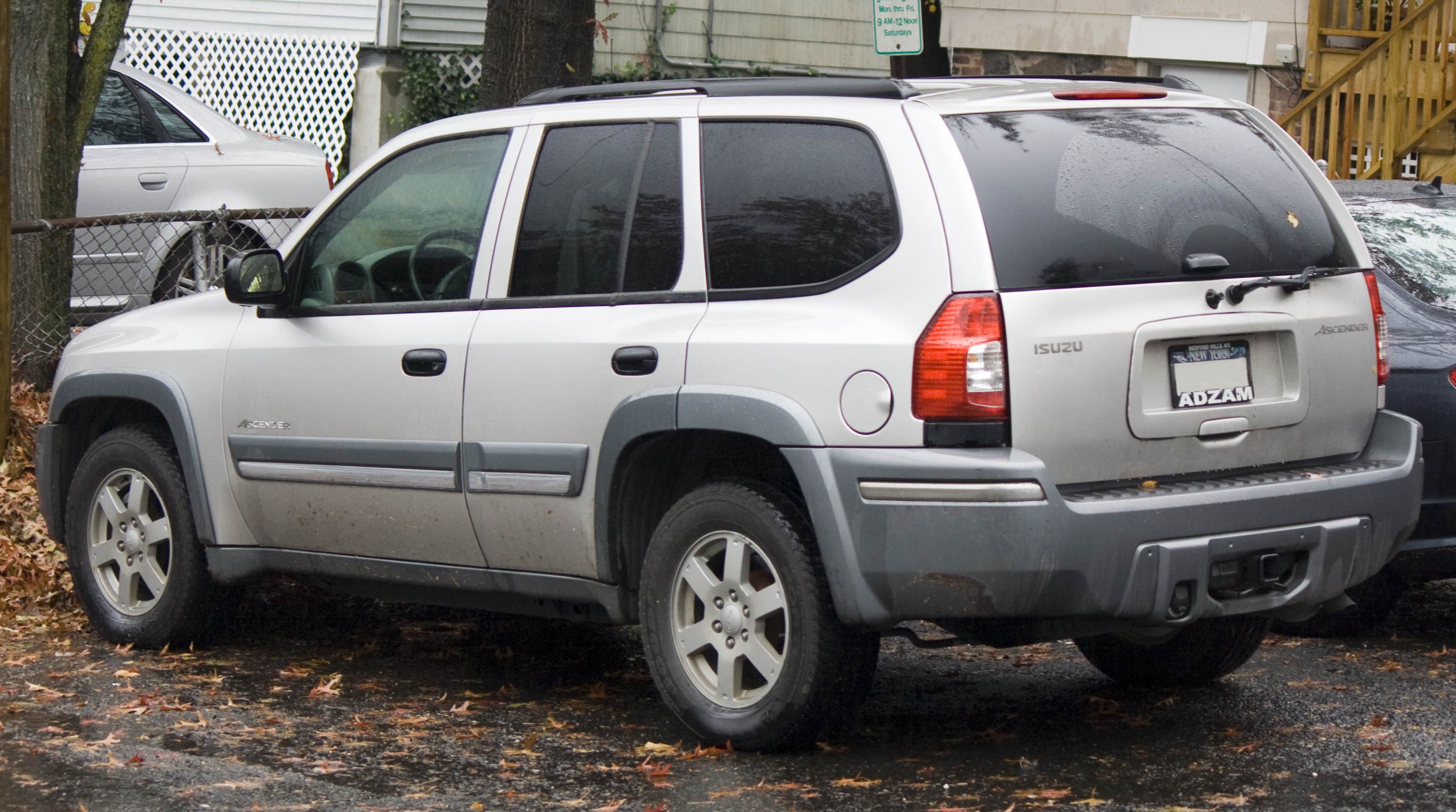
Вид сзади
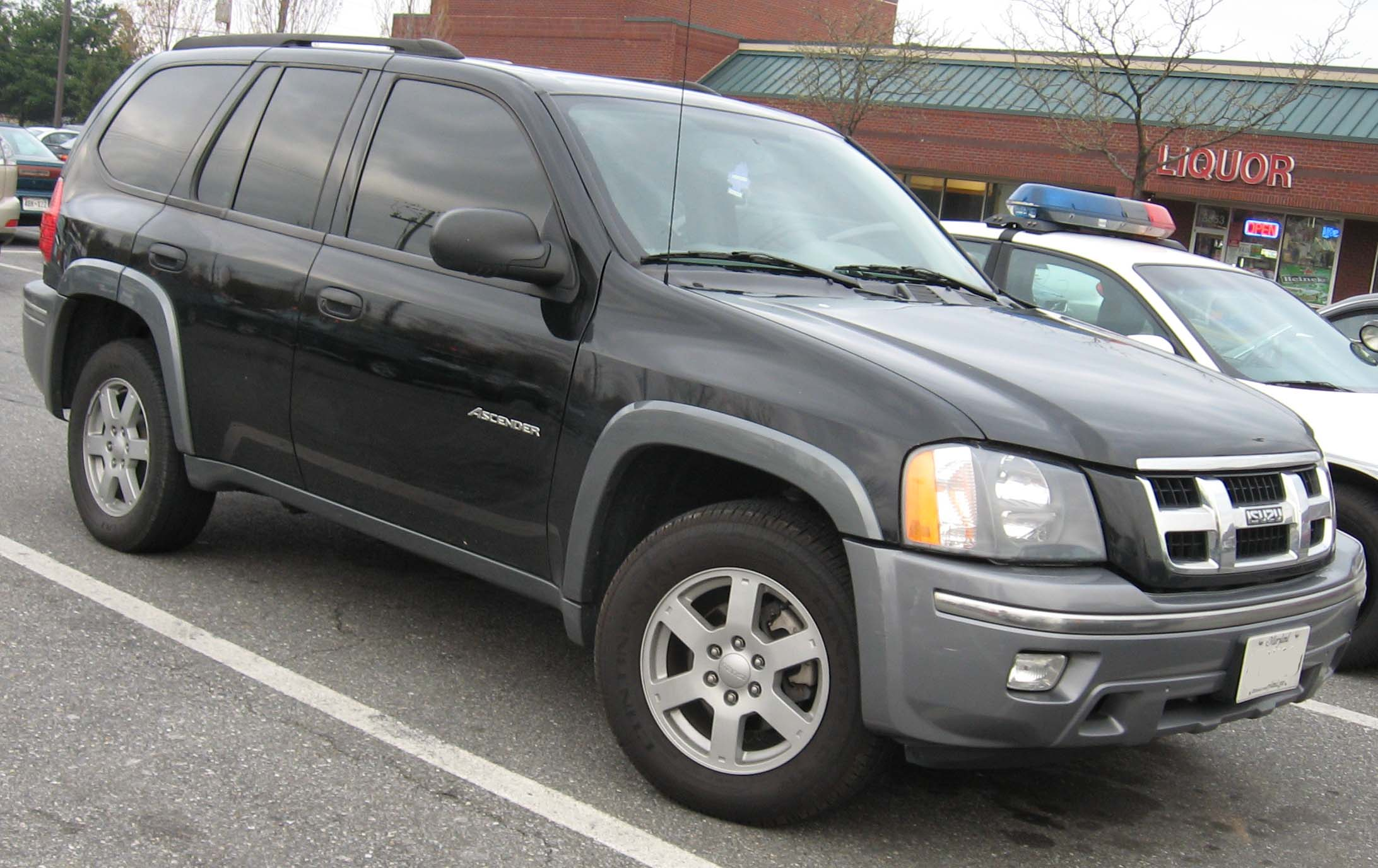
Пятиместный Ascender
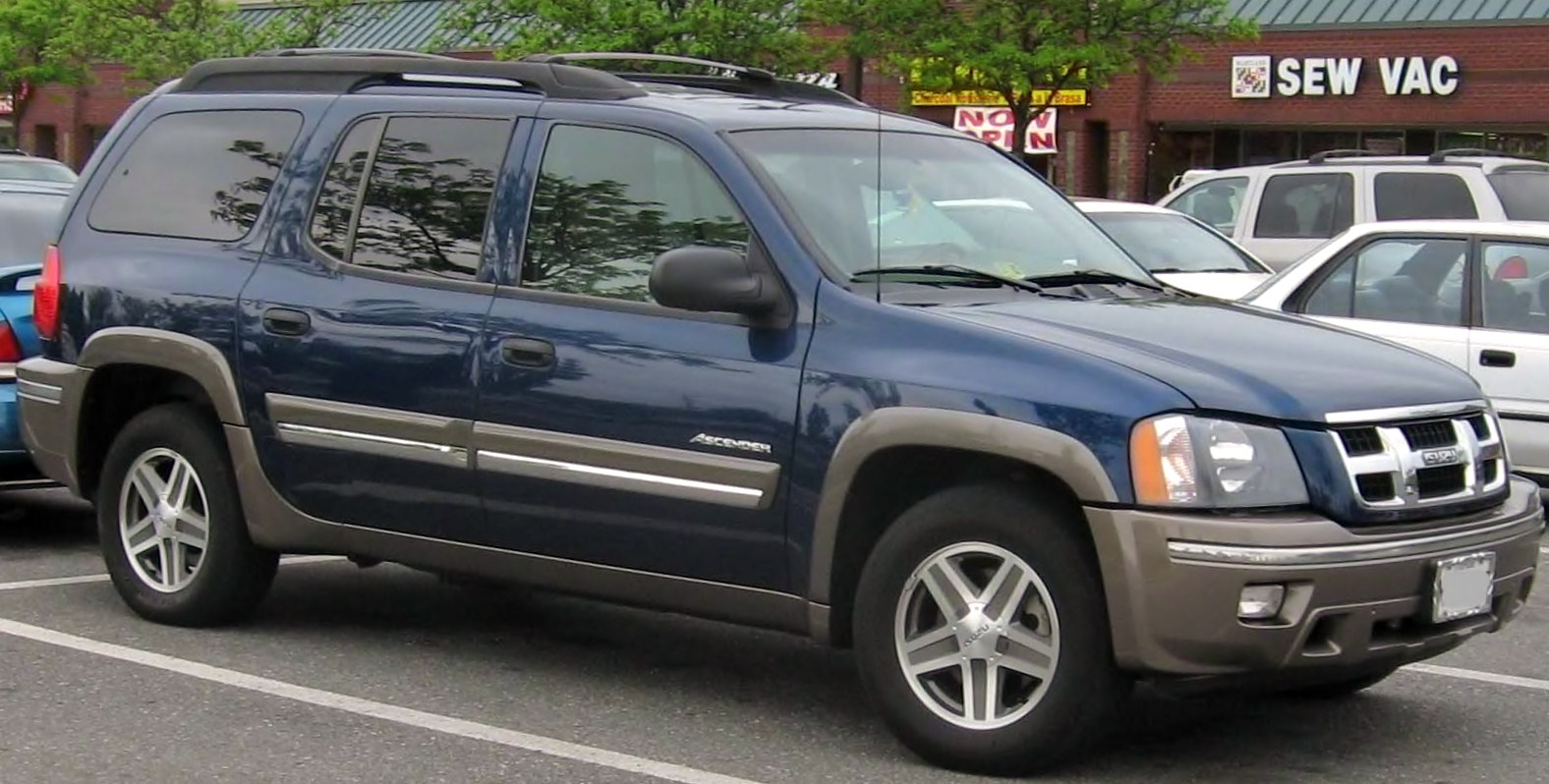
Семиместный Ascender
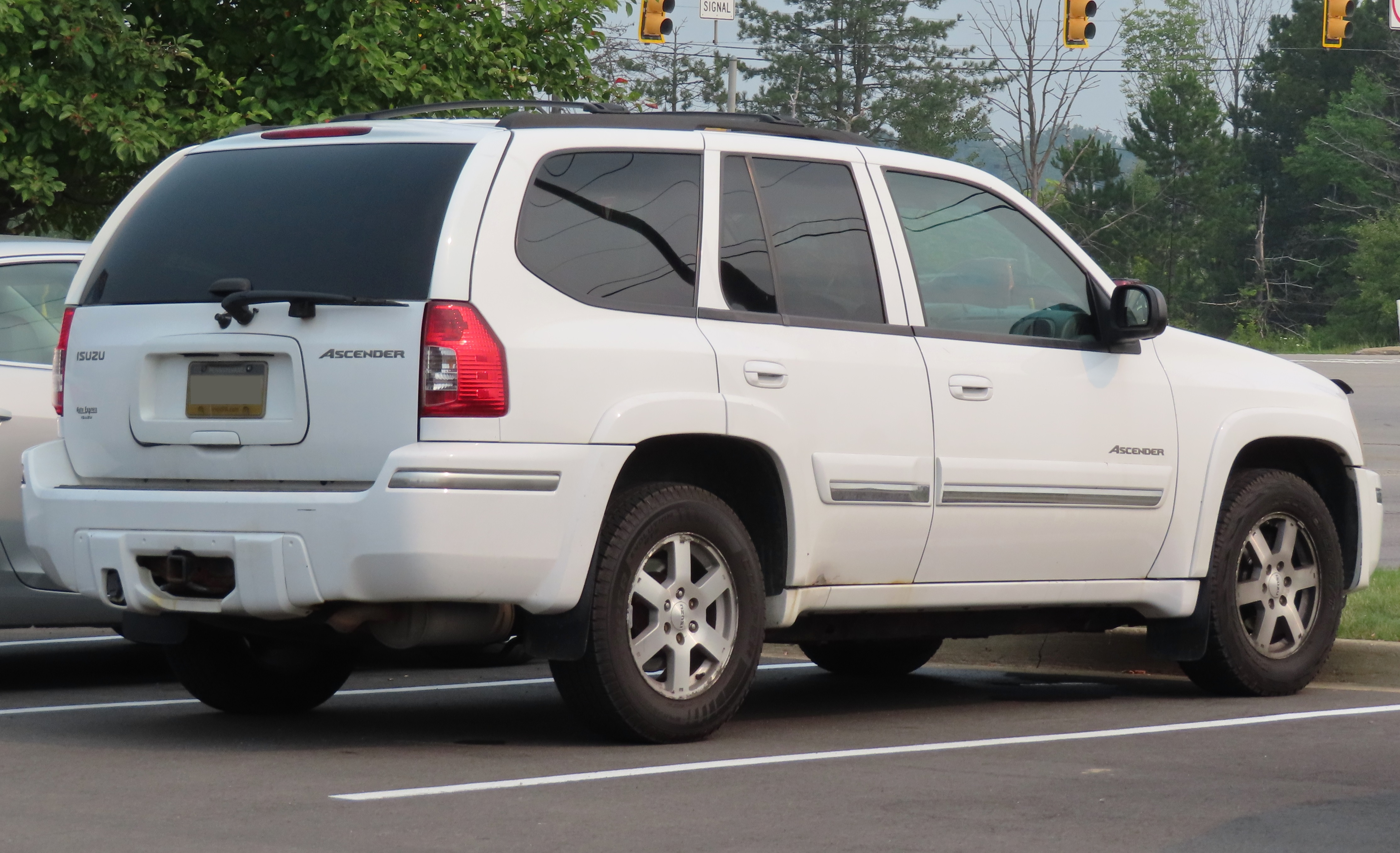
Isuzu Ascender Luxury